# 薩彥斯基區

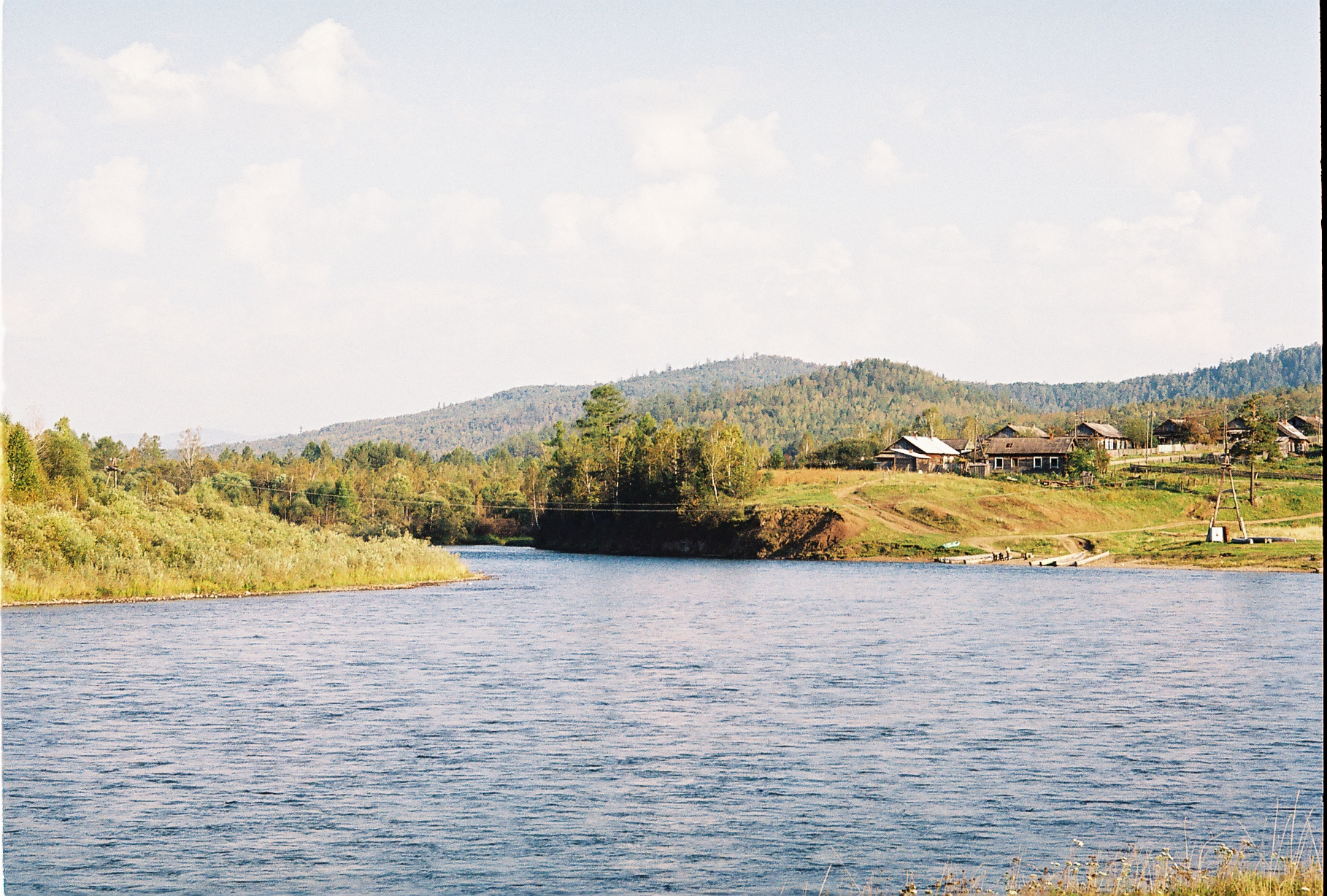

55°15′36″N 94°53′53″E / 55.26000°N 94.89806°E
薩彥斯基區（俄语：Саянский район），是俄羅斯的一個區，位於該國中部，由克拉斯諾亞爾斯克邊疆區負責管轄，始建於1924年4月4日，面積8,031平方公里，2010年人口12,002，人口密度每平方公里1.49人。